# Despotaat Epirus
Het despotaat Epirus (Grieks: Δεσποτάτο της Ηπείρου) ontstond na de verovering van het Byzantijnse Rijk door de kruisvaarders in de Vierde Kruistocht en de stichting van het Latijnse Keizerrijk in 1204. Samen met het keizerrijk Nicea en het keizerrijk Trebizonde beschouwde het despotaat Epirus zich als opvolgers van het Byzantijnse Rijk.
In 1479 werd Epirus veroverd door de Ottomaanse Turken.

## Despoten van Epirus

### HuisDoukas
- 1205-1214: Michaël I Komnenos Doukas
- 1214-1230: Theodoros Komnenos Doukas
- 1230-1271: Michaël II Komnenos Doukas
- 1271-1297: Nikephoros I Komnenos Doukas
- 1297-1318: Thomas I Komnenos Doukas

### HuisOrsini
- 1318-1323: Nicolaas Orsini
- 1323-1335: Johannes Orsini
- 1335-1337: Nikephoros II Orsini
- 1337-1356: troebelen
- 1356-1359: Nikephoros II Orsini

### HuisNemanjić
- 1359-1366: Simeon Uroš
- 1367-1384: Thomas II Preljubovič
- 1384-1385: Maria Angelina Doukaina Palaiologina

### HuisBuondelmonti
- 1385-1411: Esau de' Buondelmonti
- 1411: Giorgio de' Buondelmonti

### HuisTocco
- 1411-1429: Karel I Tocco
- 1429-1448: Karel II Tocco
- 1448-1479: Leonard Tocco

## Kaarten
| Het despotaat epirus 1205-1230 | Het Despotaat Epirus 1230-1251 | Het Despotaat Epirus 1252-1315 | Het Despotaat Epirus 1315-1358 |

Latijnse Keizerrijk · Keizerrijk Nicea · Keizerrijk Trebizonde · Despotaat Epirus